# میوه گل رز

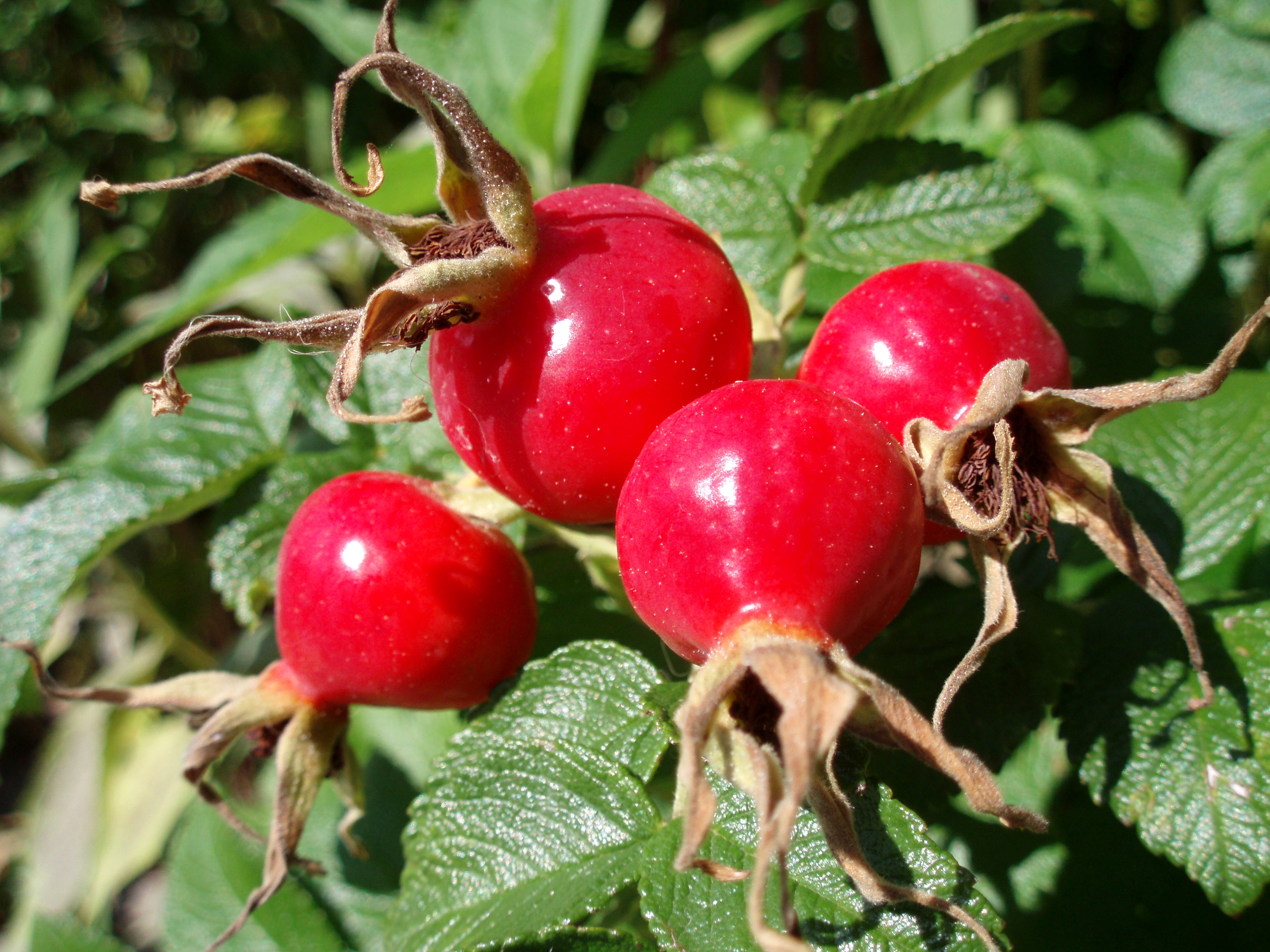

میوهٔ گل سرخ یا نهنج گل سرخ، میوهٔ کاذب است که از بوتهٔ گل رز به دست می‌آید.

## دمنوش میوهٔ گل رز

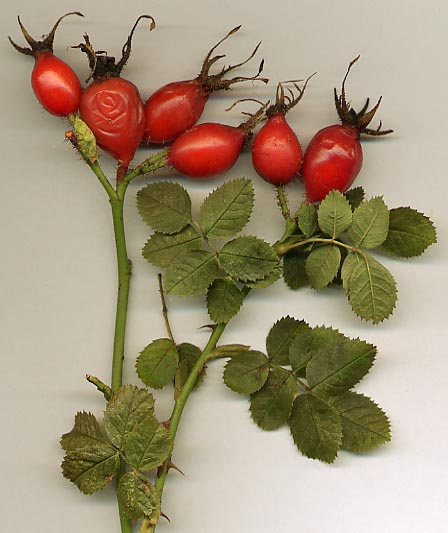
میوه گل رز (Rosa canina)

برای تهیهٔ دمنوش میوهٔ گل رز از نوع رز اگلندتریا یا رز روگوزا یا غیره استفاده می‌شود؛ اما متداول‌ترین نوع رز برای تهیهٔ دمنوش میوهٔ گل رز نسترن است. این نوع گل رز از زمان‌های قدیم به‌خاطر داشتن ارزش دارویی بالا شناخته می‌شده‌است.  میوهٔ گل رز حاوی مقادیر زیادی ویتامین و عنصر غذایی است که مهم‌ترین آن ویتامین ث است. میوهٔ گل رز ۲۰ برابر لیمو ویتامین ث دارد. پیش از ریختن در آب جوش برای بیرون آمدن عصارهٔ آن بهتر است با قاشق له شود.